# Campionato austriaco di calcio a 5 2006-2007
Il Campionato austriaco di calcio a 5 2006-2007 è stato il quinto campionato di calcio a 5 dell'Austria, disputato nella stagione 2006/2007 per la prima volta con la formula del girone unico all'italiana, la competizione ha preso il nome di Murexin Futsal Bundesliga e si è svolta da novembre 2006.

## Classifica finale
| Pos | Squadra                  | Pti | G | V | N | P | GF | GS |
| --- | ------------------------ | --- | - | - | - | - | -- | -- |
| 1   | Stella Rossa Tipp 3 Wien | 25  | 9 | 8 | 1 | 0 | 69 | 25 |
| 2   | Murexin All Stars        | 24  | 9 | 8 | 0 | 1 | 55 | 24 |
| 3   | Futsal Saalfelden        | 15  | 9 | 4 | 3 | 2 | 46 | 43 |
| 4   | Polonia Vienna           | 14  | 9 | 4 | 2 | 3 | 47 | 38 |
| 5   | TSV Eiche Neumarkt       | 14  | 9 | 4 | 2 | 3 | 41 | 46 |
| 6   | Club Leoben 06           | 13  | 9 | 3 | 4 | 2 | 40 | 27 |
| 7   | 1.FC Futsal Innsbruck    | 12  | 9 | 4 | 0 | 5 | 43 | 48 |
| 8   | Aquavital Fohnsdorf      | 8   | 9 | 2 | 2 | 5 | 28 | 43 |
| 9   | SC Ebental               | 3   | 9 | 1 | 0 | 8 | 30 | 58 |
| 10  | HNK Tomislavgrad Vienna  | 0   | 9 | 0 | 0 | 9 | 24 | 71 |